# Antonio Maura
Antonio Maura y Montaner (ur. 2 maja 1853 w Palma de Mallorca, zm. 13 grudnia 1925 w Torrelodones w prowincji Madryt) – hiszpański polityk, pięciokrotny premier Hiszpanii (1903–1904, 1907–1909, 1918, 1919 i 1921-1922).

## Życiorys
W 1881 został członkiem Kortezów z ramienia Partii Liberalnej, 1892-1894 sprawował funkcję ministra posiadłości zamorskich, był wówczas autorem projektu (odrzuconego przez ówczesny rząd) nadania autonomii Kubie), a 1894-1895 zajmował stanowisko ministra sprawiedliwości. Krytykował system klientelizmu politycznego (tzw. kacykizm), 1902 przeszedł do Partii Konserwatywnej, której w latach 1903-1912 był przywódcą. W latach 1902–1903 pełnił funkcję ministra spraw wewnętrznych, a 1903-1904 i 1907-1909 premiera. Jako premier wprowadzał umiarkowane reformy polityczne i prawa pracy (tzw. odgórna rewolucja), starał się zwalczać terroryzm anarchistów i zwiększyć obecność wojsk hiszpańskich w Maroku, co przyczyniło się do wzrostu napięcia społecznego i doprowadziło do wybuchu zamieszek (Tragiczny Tydzień w Barcelonie) i dymisji Maury. Po 1913 Maura przewodził części konserwatystów, a w 1918, 1919 i 1921-1922 był premierem rządu jedności narodowej. Sprzeciwiał się dyktaturze Miguela Primo de Rivery, trafnie przewidując, że doprowadzi ona do upadku monarchii.